# HTML应用程序
HTML应用程序（英語：HTML Application，缩写：HTA）是一个使用HTML和動態HTML构建的Microsoft Windows应用程序，运行在Internet Explorer中，并且支援其他的脚本语言，比如VBS和JavaScript。HTML用来创建用户介面，脚本语言则用来构建程序主体。HTA运行时不受浏览器安全模型的限制，实际上，它就像是一个被“完全信任”的应用程序。
大部分HTA執行檔的副檔名为.hta。
HTA的执行器在1999年被引入Microsoft Windows，同时跟隨著Microsoft Internet Explorer 5被發布出來。2003年12月9日，这一技术被申请了专利。

## 使用
HTA给予开发者HTML和高级的脚本语言的共同特性。在Microsoft Windows中使用HTA作為系统管理工具的做法，無論是原型还是“全面”的应用，非常受微软的系统管理者欢迎，特别是在灵活性和开发速度非常關鍵的情境中。

## 环境

### 执行

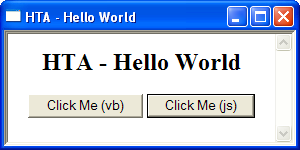
一个用mshta.exe产生的例子

在圖形化介面下双击HTA文件，或是在命令提示符下鍵入mshta [HTA檔名]皆可以透過mshta.exe执行HTA文件。mshta.exe會与Internet Explorer同时安装。mshta.exe通过動態載入Internet Explorer的HTML渲染引擎mshtml.dll来执行HTA檔，同时运行的还有需要的语言引擎（例如 vbscript.dll）。
HTA被视为带有.exe扩展名的可执行文件。当该文件被mshta.exe运行 （或该文件被双击）時，它就会立即运行。当被远程用浏览器运行时，用户将会被询问，在HTA被下载之前，用户可以选择下载或不下载；如果选择保存，它可以简单的被按需运行。
每个HTA被默认和呈现为“标准模式内容（IE7标准模式）和怪癖模式内容（IE5怪癖模式）”，但呈现方式可以被X-UA-Compatible 标签更改。
HTA引擎（mshta.exe）依赖于Internet Explorer。从Windows Vista开始，用户可以从系统中移除Internet Explorer，但它将使引擎停止工作。
HTA被Internet Explorer 5至9完美支持。其他版本，例如10和11，仍然支持HTA但被某些小功能关闭。

### 安全注意事项
当一个常规的HTML文件被执行时，执行权限被限制在网页浏览器的安全模式，也就是说，它被限制在与服务器通信的范围，只操纵页面的对象模型（常常表现为验证表单／创建有趣的视觉效果）并且读／写Cookie。
另一方面，HTA被运行为一个完全信任的应用程序，因此具有比普通的HTML文件更多的特权；举一个例子，HTA 可以创建、重命名、删除、并且注册一个实例。尽管HTA在这个“被信任的”环境中运行，查询Active Directory依然可以看到Internet Explorer域的错误信息。

## 开发
要定制一个HTA的特定外观，一个可选的标签hta:application 在 HEAD 中被加入。这个标签公开了一组属性，可以控制程序外观，程序图标等，并且提供对参数（命令行）的控制来启动HTA。除此以外，HTA 和一个HTML页面的格式是相同的。
任何文本编辑器都可以用来创建HTA。可以从微软获得具有特殊功能的编辑器来开发HTA 或者从第三方获得。
一个存在的HTML文件（例如后缀为.htm 或 .html的文件）可直接将文件后缀改为.hta来获得HTA格式的文件。

## 例子
这是一个Hello World程序在HTA中的实现过程：
```
<
HTML
>

<
HEAD
>

<
HTA:APPLICATION
 
ID
=
"HelloExample"
 
   
BORDER
=
"thick"
 
   
BORDERSTYLE
=
"complex"
></
HTA:APPLICATION
>

<
TITLE
>
HTA - Hello World
</
TITLE
>

</
HEAD
>

<
BODY
>

<
H2
>
HTA - Hello World
</
H2
>

</
BODY
>

</
HTML
>

```

## 另请参阅
- Active Scripting
- Chromium Embedded Framework
- Google Chrome extension
- Intranet
- Firefox OS
- XUL 和 XULRunner - 一个Mozilla的跨平台应用程序，它的语言和环境与HTML应用程序的机制相类似。
- Apache Cordova
- Pop-up ad